# Полія чорнувата
{{#ifeq:0|0|{{#if:Pohlia melanodon|{{#if:|[[]}}|[[]]}}}}
Полія чорнувата (Pohlia melanodon) — вид мохів порядку головмохальних (Bryales).

## Поширення
Ареал охоплює такі частини світу: Європа, Північна Америка, Азія.
Населяє порушений глинистий або рідше піщаний ґрунт, береги доріжок, уздовж струмків; низькі висоти.

## Характеристика
Рослини дрібні, темно-зелені, не глянцеві. Стебла 0.3–1 см. Листки від прямовисних до розпростертих, від ланцетних до яйцювато-ланцетних, 0.7–1.3 мм; краї слабозубчасті в дистальній 1/3; верхівка гостра або коротко-загострена. Спеціалізоване нестатеве розмноження відсутнє. Вид дводомний. Коробочкові ніжки оранжево-коричневі. Коробочка нахилена ± 180°, від коричневого до червоно-коричневого, іноді солом'яного забарвлення, від коротко-грушоподібної до урноподібної форми. Спори 13–18 мкм.

## Галерея

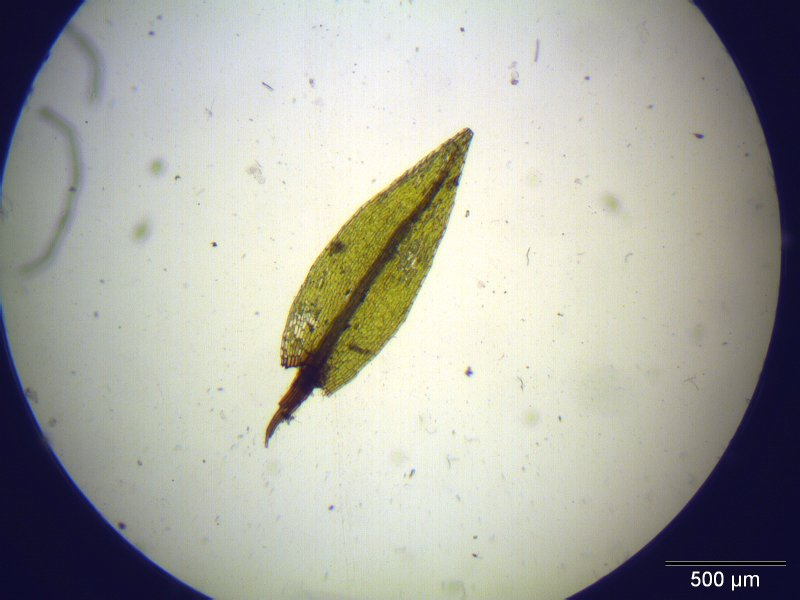
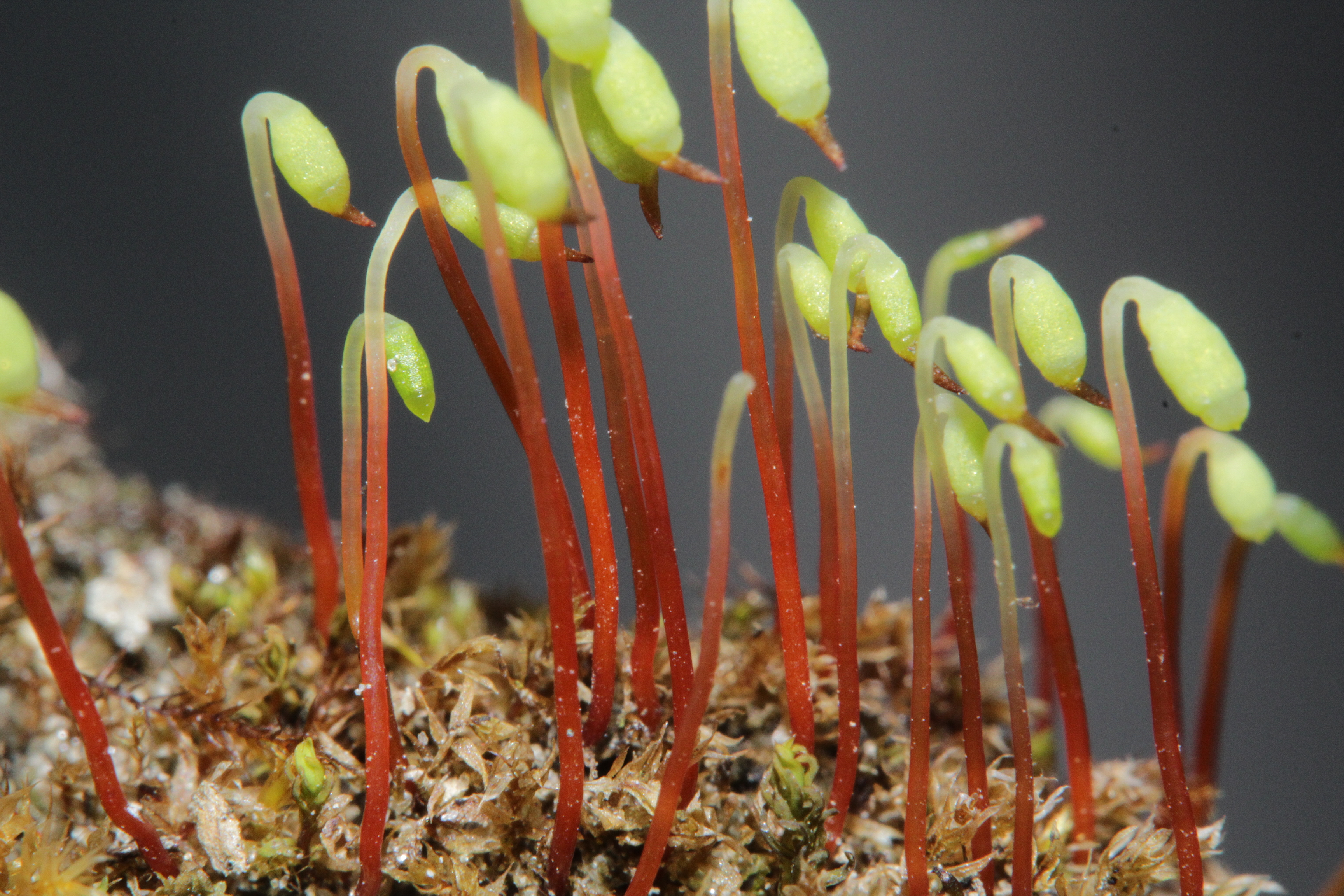
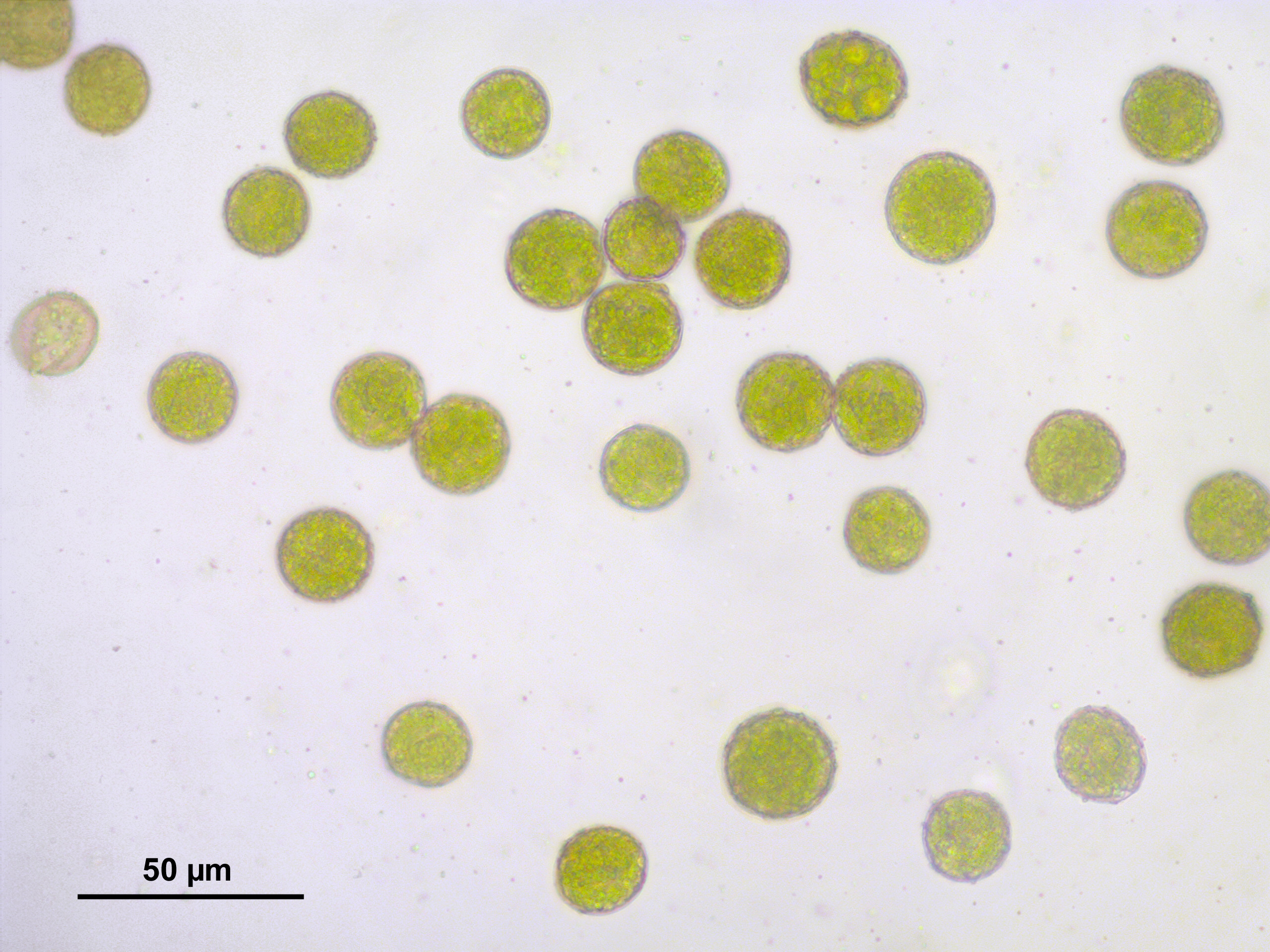